# Isidor Lateiner
Isidor Lateiner (* 8. Januar 1930 in Havanna, Kuba; † 26. Mai 2005 in Amsterdam, Niederlande) war ein US-amerikanischer Geiger kubanischer Herkunft. Er war der jüngere Bruder des Pianisten Jacob Lateiner.

## Leben und Wirken
Isidor Lateiner wurde in Havanna als Kind jüdischer Eltern, die aus Polen nach Kuba eingewandert waren, geboren. Bereits in sehr frühem Alter zeigte Isidor Lateiner großes musikalisches Talent. Bereits mit fünf Jahren gab er öffentliche Konzerte. 1940 verließ die Familie Kuba und ging in die Vereinigten Staaten. Hier konnten Isidor und sein Bruder Jacob am Curtis Institute of Music in Philadelphia ihre Instrumente studieren. Isidor studierte bei Ivan Galamian und Lea Luboshutz, Jacob bei Isabelle Vengerova. 
Bereits als Teenager gaben beide Brüder ihr Solistendebüt mit dem Philadelphia Orchestra unter Eugene Ormandy, Isidor als 15-Jähriger. 1963 verließ Isidor Lateiner die USA und ging als Solist und als Kammermusiker in die Niederlande. Neben dem schon erwähnten Philadelphia Orchestra gab Lateiner Konzerte mit folgenden Orchestern: Berliner Philharmoniker, dem niederländischen Concertgebouw Orchestra und zahlreichen Radioorchestern. Er lehrte am Königlichen Konservatorium in Den Haag. Lateiner spielte als Solist verschiedene Violinkonzerte und Sonaten und Partitas von Bach ein. Er beauftragte Komponisten wie Milton Babbitt, Matthias Kadar, Hans Kox und Jochem Slothouwer, Kammermusik und Violinkonzerte für ihn selbst zu schreiben.
Als Kammermusiker ist Lateiners Name eng verbunden mit solchen wie Godfried Hoogeveen und Edith Grosz, mit der er verheiratet war. Mit ihr zusammen gab er Konzerte in der ganzen Welt und machte Radioaufnahmen in ganz Europa.